# Københavns Drengekor
Københavns Drengekor (Köpenhamns gosskör) är en dansk gosskör.
Kören grundades 1924 av Mogens Wöldike för att framföra musik för goss- och mansröster från medeltid till modern tid. Köpenhamns kommun grundade 1929 en sångskola för kören, det nuvarande Sankt Annæ Gymnasium.
Fram till 1959 var kören knuten till Christiansborgs slottskyrka, men därefter har Köpenhamns domkyrka (Vor Frue Kirke) varit platsen för de traditionsrika fredagskonserterna och gossarnas framträdanden vid högmässor och aftongudstjänster.
Med en vittomspännande repertoar av vår tids ledande tonsättare till den allra tidigaste flerstämmiga musiken, har kören genom åren fått rykte om sig att vara en av världens förnämsta ensembler i sitt slag. Den har konserterat i alla delar av världen från Sydafrika till norr om polcirkeln. Kören har också medverkat i otaliga produktioner för radio och tv såväl i Danmark som utomlands.
Av det danska hovet har kören erhållit rätten att kalla sig Kongelige Kantori. Kören medverkar således vi en rad kungliga begivenheter. Den sjöng bland annat på kungaparets bröllop i Holmens kirke 1967, HKH prins Joachim og Alexandra Manleys bröllop i Frederiksborgs slottskyrka 1995, kronprinsparets bröllop i Köpenhamns domkyrka 2004 samt vid kronprinsparets barns dop i respektive Christiansborgs och Fredensborgs slottskyrkor.
Dirigent är sedan 1991 Ebbe Munk.

## Diskografi
- Årets Krans Vol. 2, Danica DCD 8212
- Dietrich Buxtehude: Vocal Works Vol II, Dacapo 8.224160
- Danish Choral Music in the 20th Century, Danica Records
- Palle Mikkelborg: A Noone of Night, Dacapo
- Benjamin Britten: A Ceremony of Carols, London Records 436 394-2
- Georg Friedrich Händel: Saul
- Palestrina: Missa Papae Marcelli, Danica Records DCD 8163
- Årets Krans, Danica DCD 8182
- Danske Julesalmer, Danica DCD 8179
- Rossini: Petite Messe Solennelle, Kontrapunkt CD 32122/23
- Thorvaldsen, MEGA MRCD 3321
- Danske Sange, EMI CD 74973552
- Korsange og orgelkoraler til kirkeåret, Hamlet/Telefunken HAM 00013-2
- Gustav Mahler: 3. symfoni, Chandos CHAN 8970/1
- Gustav Mahler: 8. symfoni, Chandos CHAN 8853
- Leoš Janáček: Glagolistisk Messe, Chandos CHAN 9310
- Richard Strauss: A Capella Choral Works, Chandos CHAN 9223